# Ниалл Фроссах

Ирландия в VIII — первой трети IX века

Ниалл Фроссах (Ниалл Дождливый; др.‑ирл. Niall Frossach; 718—778) — король Айлеха (743—770) и верховный король Ирландии (763—770) из рода Кенел Эогайн, ветви Северных Уи Нейллов.

## Биография

### Происхождение
Ниалл Фроссах был одним из сыновей верховного короля Ирландии Фергала мак Маэл Дуйна, погибшего 11 декабря 722 года в сражении при Алмайне (современном Аллене). Его мать звали Айтехда инген Киайн. Согласно «Пророчеству Фергала мак Маэл Дуйна», она была коннахткой, однако другие исторические источники приписывают ей брегское происхождение. По свидетельству средневековых преданий, Ниалл Фроссах был рождён в законном браке, в то время как его старший брат Аэд Аллан был незаконнорождённым.
Согласно преданию, своё прозвище «Фроссах» («Дождливый») Ниалл получил от ливня из серебра, мёда и пшеницы, пролившегося на дом его отца в Фахане (около Инишоуэна) в момент рождения сына. Это предзнаменование было расценено ирландцами как предвестие грядущего при Ниалле процветания и достатка. Столь необычные обстоятельства сделали Ниалла одним из немногих ирландских правителей, даты рождения которых были упомянуты в ирландских анналах.

### Король Айлеха
После гибели своего брата Аэда Аллана, в 743 году Ниалл Фроссах унаследовал только власть над Айлехом. Титул же верховного короля Ирландии перешёл к Домналлу Миди из рода Кланн Холмайн. Новый верховный король назначил своим представителем на севере острова («королём Севера»; др.‑ирл. Rí in Tuaiscert) Аэда Муйндерга из соперничавшего с Кенел Эогайн рода Кенел Конайлл . Вероятно, Ниалл Фроссах был вынужден в это время подчиняться власти правителя Кенел Конайлл, но после смерти Аэда в 747 году королю Айлеха удалось стать полностью независимым правителем. Предполагается, что уже к 754 году Ниалл Фроссах смог стать наиболее влиятельным из северо-ирландских правителей. Это привело к соперничеству между Ниаллом Фроссахом и Домналлом Миди, в 756 году ставшему причиной военного конфликта, во время которого войско верховного короля при поддержке лейнстерцев дошло до Маг Муйртеймне (в современном графстве Лаут). Однако о каком-либо сражении между противоборствующими сторонами анналы не сообщают.

### Верховный король Ирландии
В 763 году, после кончины Домналла Миди, Ниалл Фроссах сам получил титул верховного короля Ирландии. В средневековых исторических источниках отмечается, что правление Ниалла протекало в мире и спокойствии. В 767 году верховный король объявил о введении в Ирландии «закона святого Патрика» в противовес «закону святого Колумбы», поддерживавшегося верховными королями из Кланн Холмайн. Согласно преданию, сохранившемуся в «Анналах Клонмакнойса», благодаря молитвам короля Ниалла в начале 760-х годов Ирландия была избавлена от сильнейшего голода.
В 770 году правитель королевства Миде Доннхад Миди совершил поход в Лейнстер. О реакции Ниалла Фроссаха анналы ничего не сообщают. На основании этого предполагается, что к этому времени верховный король мог уже самоустраниться от правления. Также исторические источники ничего не сообщают и о деятельности Ниалла Фроссаха в период 772—778 годов. Вероятно, что хотя Ниалл мог формально сохранять за собой титул верховного короля до своей кончины, среди других правителей острова в это время уже шла борьба за престол Тары. С этими событиями историки связывают начало широкомасштабных военных действий, которые вёл Доннхад Миди против королей ирландских пятин в 770-е годы. Вероятно, отказ Ниалла от реальной власти способствовал Доннхаду Миди уже в 771 и 772 годах беспрепятственно взять заложников у правителей северной части острова. На основании сведений анналов предполагается, что Ниалл Фроссах мог отречься от престола в период между 772 и 777 годами. Однако, возможно, это произошло ещё в 770 году, о чём свидетельствуют «Анналы четырёх мастеров». Эти же анналы датируют начало правления Доннхада Миди как верховного короля Ирландии 771 годом. Вероятно, одной из причин отречения Ниалла была сильная набожность этого монарха.

### Последние годы
Ниалл Фроссах скончался в 778 году в аббатстве Айона. Возможно, он находился там или добровольно, или в ссылке, организованной новым верховным королём Доннхадом Миди, чья семья традиционно оказывала покровительство этой обители. На престоле Айлеха Ниаллу наследовал его племянник Маэл Дуйн мак Аэдо Аллайн.
Супругой Ниалла Фроссаха была Дунфлайт инген Флатбертайг (умерла в 798), дочь верховного короля Ирландии Флатбертаха мак Лоингсига из рода Кенел Конайлл. Их сыновьями были Аэд Посвящённый, также как и его отец бывший правителем Айлеха и верховным королём Ирландии, Колман (умер в 815), Ферхар и Муйрхертах.